# Hermann Beckh (Politiker)
Hermann Beckh (* 15. Oktober 1832 in Nürnberg; † 2. April 1908 ebenda) war Jurist und Mitglied des Deutschen Reichstags.

## Leben
Beckh wurde als Sohn von Hermann Friedrich Beckh geboren und besuchte die Universitäten Erlangen, Göttingen und Berlin in den Jahren 1849 bis 1854 und machte 1856 das juristische Staatsexamen. Zunächst war er Accessist bei den Bezirksgerichten Nürnberg und Bayreuth, dann am Appellationsgericht in Bamberg. Danach war er Hilfsarbeiter beim Gesetzgebungsausschuss in München und Rechtskonzipient in Nürnberg. 1863 wurde er zum Advokaten in Lindau ernannt, bevor er 1870 nach Nürnberg übersiedelte. 1866 besetzte er für wenige Stunden zusammen mit Vereinsmitgliedern des Lindauer Liederkranzes – bewaffnet mit Spielzeugpistolen – das damals preußische Achberg. Diese Aktion brachte ihm den Spitznamen „Herzog von Achberg“ ein. Beckh war Mitbegründer der Fortschritts- und deutschfreisinnigen Partei in Bayern, deren Landesausschuss er seit 1864 angehörte. Seit 1881 war er Mitglied des Kollegiums der Gemeindebevollmächtigten in Nürnberg, seit 1886 Distriktsrat und seit 1893 Landrat für Mittelfranken. 1896 wurde er zum Justizrat ernannt. Weiter war er Mitglied der bayerischen Kammer der Abgeordneten von 1875 bis 1881 und wieder von 1889 bis 1893.
Er gehörte 1849 der Erlangener Burschenschaft der Bubenreuther an und war 1849 einer der Wiedergründer der Burschenschaft Germania Erlangen. Er hat 1862 den Fränkischen und den Deutschen Sängerbund mitgestiftet, deren Ausschüssen er seit dieser Zeit angehörte, seit 1887 als Vorsitzender.
Von 1893 bis 1903 war er Mitglied des Deutschen Reichstags für den Reichstagswahlkreis Herzogtum Sachsen-Coburg-Gotha 1 Coburg und die Freisinnige Volkspartei.
Sein Bruder war der Politiker Friedrich Beckh.